# Кульгеське сільське поселення
Кульге́ське сільське поселення (рос. Кульгешское сельское поселение) — муніципальне утворення у складі Урмарського району Чувашії, Росія. Адміністративний центр — присілок Кульгеші.
Станом на 2002 рік присілки Сітміші та Чегедуєво перебували у складі Челкасинської сільської ради.

## Населення
Населення — 612 осіб (2019, 765 у 2010, 1009 у 2002).

## Склад
До складу поселення входять такі населені пункти:
| Населений пункт     | Населення, осіб (2002) | Населення, осіб (2010) |
| ------------------- | ---------------------- | ---------------------- |
| Кульгеші, присілок  | 324                    | 245                    |
| Сітміші, присілок   | 254                    | 217                    |
| Тансаріно, присілок | 353                    | 272                    |
| Тансаріно, селище   | 0                      | -                      |
| Чегедуєво, присілок | 78                     | 31                     |